# بوکس در المپیک تابستانی ۱۹۴۸
مشت‌زنی در بازی‌های المپیک تابستانی ۱۹۴۸ نام رویداد ورزش مشت‌زنی در بازی‌های المپیک تابستانی بود که در سال ۱۹۴۸ برگزار شد.

## جدول مدال‌ها
| رتبه | کشور                      | طلا | نقره | برنز | مجموع |
| ۱    | آفریقای جنوبی (RSA)       | ۲   | ۱    | ۱    | ۴     |
| ۲    | آرژانتین (ARG)            | ۲   | ۰    | ۱    | ۳     |
| ۳    | مجارستان (HUN)            | ۲   | ۰    | ۰    | ۲     |
| ۴    | ایتالیا (ITA)             | ۱   | ۲    | ۲    | ۵     |
| ۵    | چکسلواکی (TCH)            | ۱   | ۰    | ۰    | ۱     |
| ۶    | بریتانیای کبیر (GBR)      | ۰   | ۲    | ۰    | ۲     |
| ۷    | بلژیک (BEL)               | ۰   | ۱    | ۰    | ۱     |
| ۷    | سوئد (SWE)                | ۰   | ۱    | ۰    | ۱     |
| ۷    | ایالات متحده آمریکا (USA) | ۰   | ۱    | ۰    | ۱     |
| ۱۰   | دانمارک (DEN)             | ۰   | ۰    | ۱    | ۱     |
| ۱۰   | کره جنوبی (KOR)           | ۰   | ۰    | ۱    | ۱     |
| ۱۰   | لهستان (POL)              | ۰   | ۰    | ۱    | ۱     |
| ۱۰   | پورتوریکو (PUR)           | ۰   | ۰    | ۱    | ۱     |